# Равенскрофт, Томас
Томас Равенскрофт (англ. Thomas Ravenscroft; ок. 1588—1635) — английский музыкант, теоретик, редактор и композитор, составитель коллекций английской народной музыки.

## Биография
Пел в хоре Собора св. Павла с 1594 года, когда был включён в списки хоров под руководством Томаса Джайлса, до 1600 года.
В 1605 году получил степень бакалавра в Кембридже.

## Наследие
Собрал коллекции народной музыки в трёх частях: Pammelia (1609), Deuteromelia или The Seconde Part of Musicks Melodie (1609) и Melismata (1611), которая содержит одно из самых известных произведений «Три ворона». Некоторая музыка, которую он написал, стала очень популярна, хотя имя автора редко с ней ассоциируется, например, «Три слепые мышки».
В 1621 году Равенскрофт отредактировал и опубликовал новую редакцию метрической Псалтири Стернхолда — Хопкинса The Whole Booke of Psalmes, получившую в англиканской церкви широкое распространение.

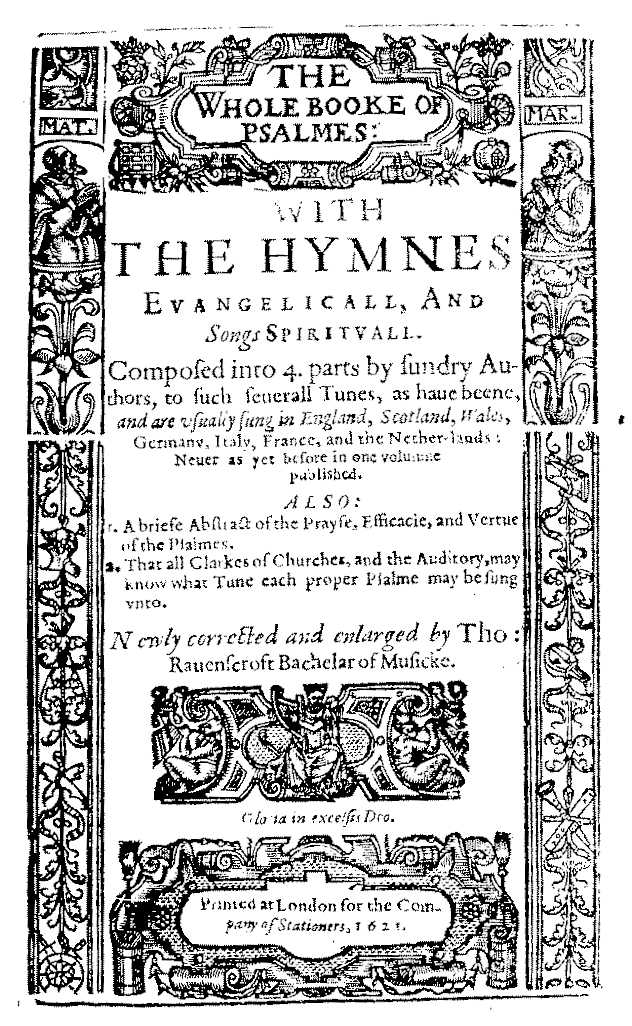

### Музыка
Сочинил 11 гимнов, 3 мотета для пяти голосов и 4 фантазии для альтов. Эти произведения большей частью забыты.

### Трактаты
Написал два трактата по теории музыки: A Briefe Discourse of the True (but Neglected) Use of Charact’ring the Degrees (London, 1614) и A Treatise of Musick (сохранился в рукописи).